# いじゅん
龍泉（いじゅん）は、高安六郎（たかやす ろくろう、のちに龍泉（りゅうせん）と改名、1934年1月3日 - 2018年9月30日）が沖縄で1972年に創始した新宗教である:312。教祖の高安は沖縄芝居の役者として活動する傍ら、1977年にラジオ放送のエフエム沖縄で毎日説法を行った。なお、父・高俊と弟・勝男も沖縄芝居の世界で活躍した。いじゅんは、1980年に宗教法人法に基づく宗教法人として登録され、新宗連に加盟した:312。
いじゅんは、ノロやユタに代表されるような沖縄的シャーマニズムやアニミズムの性格を持った宗教運動である:322。いじゅんは、東洋思想で言う「気」に相当する、宇宙の神秘的な生命の力を「ウチナーちから」（内力）と呼び、人々にこの力を自覚することを説く。
いじゅんは、キンマンモン（君真物）という神格への信仰を重視することが特徴の一つである:313-317。キンマンモンは20世紀中ごろの沖縄ではほとんど知られていなかった神格であるが、袋中の『琉球神道記』（成書17世紀）にその名を確認することができる。いじゅんのミソロジーにおいて、キンマンモン神は薩摩による琉球侵攻以後、姿を隠していたが、1973年に360年ぶりに教祖の前に現れた、とされる:313-317。

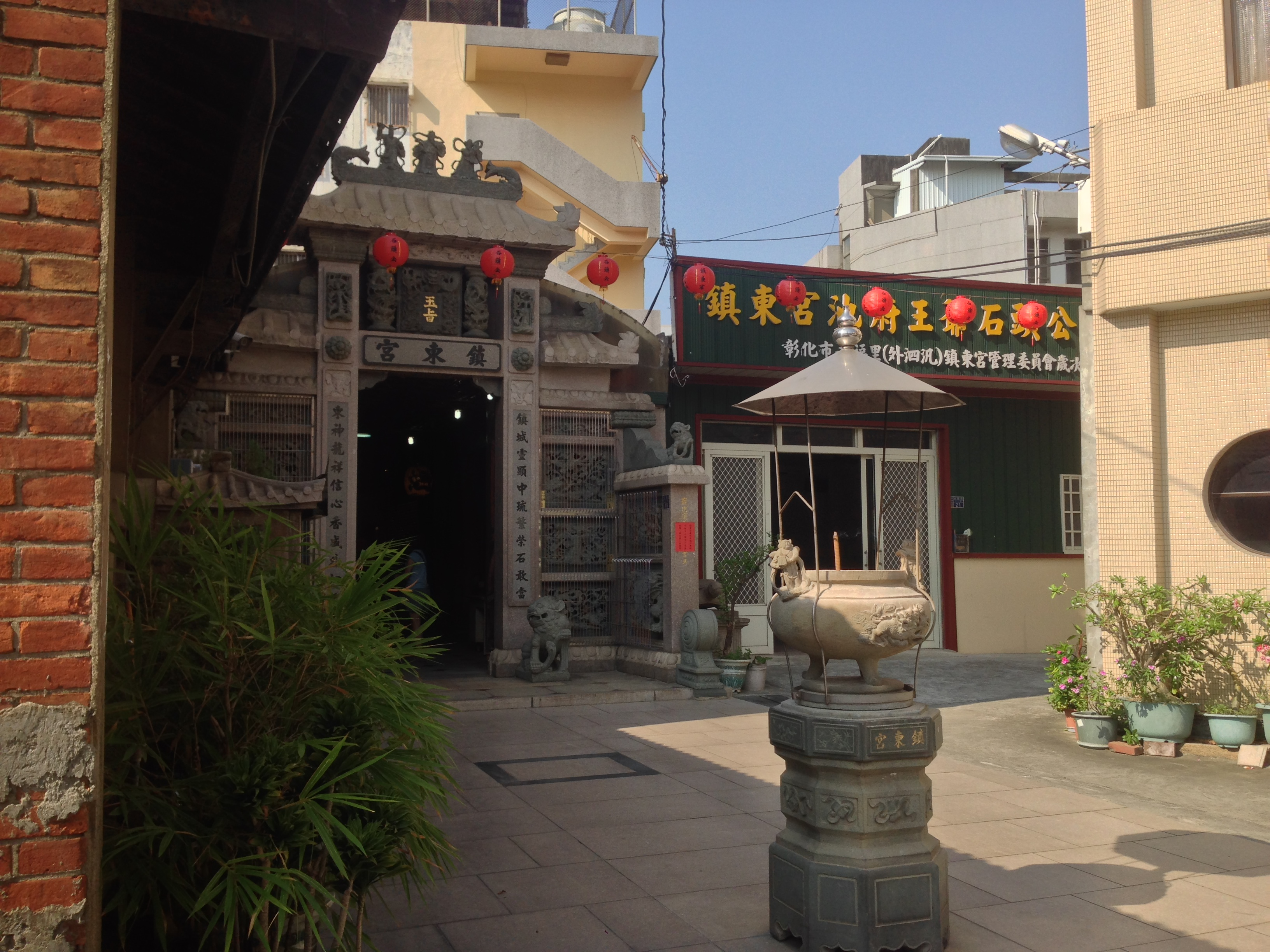
台湾彰化市鎮東宮

いじゅんはまた、石敢當に関連する信仰もある程度受容している。ただし、石敢當そのものは中国大陸由来のものとし、キンマンモン神に帰一する「龍宮宿星根本護法神」という辻や門を守る神の宿る石の設置を許容する。教祖の高安によると、龍宮宿星根本護法神は沖縄人独自の根源世界であるニライ・カナイから出現した神であり、沖縄人は同じ石敢當を設置するのであれば、龍宮宿星根本護法神のほうをこそ祀るべきであるという。
いじゅんの信者の大部分は沖縄にいる:312。一方で、いじゅんは1980年代から海外でも布教を進めて信者を獲得し、横浜や台湾、ハワイなど海外に「姉妹宮」（しまいみや）と呼ぶ分社がある:312。ハワイのいじゅん信者は、主に沖縄県出身の移民一世か二世で構成され、その祭祀においてはハワイ神話のペレ女神がキンマンモンの化身であると説かれることもある:324-325。台湾彰化市に所在する道観「鎮東宮」には、敷地内に道教系の神仙や「石頭公」と呼ばれる自然石のほかに、キンマンモン神も祀られており、いじゅんの社でもある:313-317。

## 発展資料
- 島村, 恭則「沖縄の新宗教における教祖補佐のライフ・ヒストリーと霊能―「龍泉」の事例―」『人類文化』第(8)巻、1993年2月、57-76頁。 （筑波大学歴史人類学系人類文化研究会）
- 島村, 恭則「琉球神話の再生―新宗教「龍泉」の神話をめぐって―」『奄美沖縄民間文芸研究』第(15)巻、1992年7月、1-16頁。 （鹿児島短期大学松原研究室）